# Enrico Accatino
Enrico Accatino (Gènova, 20 d'agost de 1920 - Roma, 11 de juliol de 2007) va ser un italià pintor, escultor, projectista i teòric de l'educació artística, representant europeu de la pintura dels camps de color de l'expressionisme abstracte.

## Biografia
Nascut a Gènova, en un ambient de tradició camperola i comercial d'una família originària de Monferrato, la terra «idealitzada» que es convertirà en el tema de les seves primeres obres juvenils.

### L'abstracció
La seva producció de seguida va canviar, donant fi a la seva fase figurativa. Els seus primers quadres abstractes daten a partir de la meitat dels cinquanta. Quand emprèn una pintura severa, sense condescendència, que sorprèn el mercat, però permet garantir el seu nom entre els grans mestres de l'informalisme i de la pintura abstracta dels anys cinquanta i seixanta.
Des d'aleshores el motiu conductor de la seva producció gràfica, pictòrica i tridimensional serà el «cercle viciós»: cercles, anells, discs, mandala, declinats a través incisions, superposats, collages -els cèlebres Carte Costruite). Una recerca que travessarà pràcticament totes les tècniques expressives i que prosseguirà, ininterrompuda, fins als últims mesos de vida.
Atent estudiós i teòric de l'art, Accatino va motivar sempre les seves eleccions de categories estètiques, experimentant les més diverses tècniques expressives. Des de 1966 va reactivar el tapís com a llenguatge per a solucions bitridimensionals, promovent la Fiber Art, a tot Itàlia, representant el país en la primera Biennal de la Tapisseria de Lausana, arribant a realitzar una «proposta als arquitectes», veritable manifest de l'art tèxtil.

## Premis
En el curs de la seva intensa activitat artística, Accatino va obtenir importants reconeixements nacionals i internacionals, havent participat a la Quadriennal de Roma. Les seves obres es conserven en museus i col·leccions privades: Galeria Nacional d'Art Modern i Contemporani de Roma, Col·lecció Permanent d'Art Modern dels Museus Vaticans, Fundació Simon Wiesenthal de Los Angeles, Museu d'Escultura Contemporània de Matera. El 1980, el President de la República Italiana li va conferir la Medalla d'Or com Benemèrit de l'Educació, de la Cultura i de l'Art.

## Didàctica de les arts visuals
Al costat de la seva activitat artística, Enrico Accatino va ser un dels primers a Itàlia que van modernitzar la didàctica de les arts visuals. Des de 1960 fins al 1964 va gravar amb la RAI centenars de transmissions televisives, va organitzar trobades amb formadors i docents, realitzant exàmens d'educació artístico-visual i història de l'art que es van convertir en fonamentals per a la renovació de la disciplina -Forma Color Dibuix, Percepció Creativitat, Lectura de l'Òpera, Edart-. Obres que van constituir, la base de la reforma escolar de 1966.

## Filmografia
- L'arte di Enrico Accatino (25') de Duilio Miloro - 1992 (italià)
- Accatino un maestro dell'arazzo (15') de Giovanni Esposito (Premio Qualità Ministero dello Spettacolo) - 1976 (italià)